# 爱情公寓外传
《爱情公寓外传》，又名《爱情公寓1.5》，是中國大陸的系列电视喜劇《爱情公寓》的一部外傳，共8集。

## 背景
子乔、一菲、关谷、小贤应宛瑜的邀请去马尔代夫集体旅行。一菲迅速把她的公寓短期出租给了自己的师姐——女强人杜茜茜。听到这个消息的子乔也迅速在网上贴出了拍卖房间短期租约的启示，关谷则为了安全起见要求面试室友。杜茜茜把一菲A套间变成了公司的办公场所，同时开始招聘助理。AB套间，两个面试的场地同时迎来了三位面试者，崇拜茜茜的小雪，电脑RSP小黑，还有IT狂人郝酷。三个人都阴差阳错的走错了面试的房间，笑话不断地对话之后，三个人都在爱情公寓里找到了他们留下来的理由，或者是为了爱情，或者是为了梦想，在短期租住爱情公寓的日子里，他们又会演绎多少爆笑而浪漫的故事呢？

## 剧情
| 集數 | 標題              |
| ---- | ----------------- |
| 1    | 公寓出租          |
| 2    | 待公佈            |
| 3    | 力争上游          |
| 4    | 郝酷老师 好COOL！ |
| 5    | 魅力大调查        |
| 6    | 英雄救美          |
| 7    | 节哀顺变          |
| 8    | Surprise Party    |

## 演員列表
| 角色     | 演员   | 介绍                                                              |
| 杜茜茜   | 段倩茹 | 美国著名投资咨询机构“MMC”业务主管，后被委任为该机构华东区区域总监 |
| 郝酷     | 王 楠  | 网络公司的程序设计主管                                            |
| 张小黑   | 董博睿 | 电脑零售店员                                                      |
| 莫小雪   | 徐佳琦 | 杜茜茜的高级助理                                                  |
| 胡一菲   | 娄艺潇 | 客串                                                              |
| 曾小贤   | 陈赫   | 客串                                                              |
| 关谷神奇 | 王传君 | 客串                                                              |